# 雷多机场
雷多机场，也译作“利多机场”，位于印度阿萨姆邦雷多，是第二次世界大战时期美国陆军航空兵用于缅甸战场的一座前线军用机场。 

## 历史
位于阿萨姆邦铁路末端，也是雷多公路的起点。该机场是美国陆军航空兵第443空运大队驻地。1944年启用。1946年1月关闭。 